# 东八号乡
东八号乡，是中华人民共和国内蒙古自治区乌兰察布市四子王旗下辖的一个乡镇级行政单位。

## 行政区划
东八号乡下辖以下地区：
白音敖包行政村、梁底行政村、东八号行政村、石庄子行政村、高家沟行政村、西河子行政村、韭菜沟行政村、天顺永行政村、栽生沟行政村、北库伦行政村和海宽堂行政村。